# آهوچه پیترز
آهوچه پیترز (نام علمی: Cephalophus callipygus) نام یک گونه از زیرخانواده غزالک است.